# Wereldkampioenschappen biatlon 2020
De wereldkampioenschappen biatlon 2020 werden van 12 tot en met 23 februari 2020 gehouden in de Südtirol Arena in het Italiaanse Antholz. Na de kampioenschappen van 1975, 1976, 1983, 1995 en 2007 was het de zesde keer dat de wereldkampioenschappen biatlon in Antholz plaatsvinden. 
De resultaten van de wereldkampioenschappen telden ook mee voor de wereldbeker.

## Wedstrijdschema
| Datum       | Lokale tijd   | Mannen                                 | Vrouwen                                |
| ----------- | ------------- | -------------------------------------- | -------------------------------------- |
| 13 februari | 14:45         | 2 x 6 km + 2 x 6 km gemengde estafette | 2 x 6 km + 2 x 6 km gemengde estafette |
| 14 februari | 14:45         |                                        | 7,5 km sprint                          |
| 15 februari | 14:45         | 10 km sprint                           |                                        |
| 16 februari | 15:15 / 13:00 | 12,5 km achtervolging                  | 10 km achtervolging                    |
| 18 februari | 14:15         |                                        | 15 km individueel                      |
| 19 februari | 14:15         | 20 km individueel                      |                                        |
| 20 februari | 15:15         | Single-Mixed-Relay                     | Single-Mixed-Relay                     |
| 22 februari | 14:45 / 11:45 | 4 x 7,5 km estafette                   | 4 x 6 km estafette                     |
| 23 februari | 15:00 / 12:45 | 15 km massastart                       | 12,5 km massastart                     |

## Medailles

### Mannen
| Onderdeel             | Goud                                                                               | Goud      | Zilver                                                                            | Zilver    | Brons                                                         | Brons     |
| --------------------- | ---------------------------------------------------------------------------------- | --------- | --------------------------------------------------------------------------------- | --------- | ------------------------------------------------------------- | --------- |
| 20 km individueel     | Martin Fourcade Frankrijk                                                          | 49.43,1   | Johannes Thingnes Bø Noorwegen                                                    | 50.40,1   | Dominik Landertinger Oostenrijk                               | 51.05,2   |
| 10 km sprint          | Aleksandr Loginov Rusland                                                          | 22.48,1   | Quentin Fillon Maillet Frankrijk                                                  | 22.54,6   | Martin Fourcade Frankrijk                                     | 23.07,6   |
| 12,5 km achtervolging | Émilien Jacquelin Frankrijk                                                        | 31.15,2   | Johannes Thingnes Bø Noorwegen                                                    | 31.15,6   | Aleksandr Loginov Rusland                                     | 31.29,1   |
| 15 km massastart      | Johannes Thingnes Bø Noorwegen                                                     | 38.09,5   | Quentin Fillon Maillet Frankrijk                                                  | 38.51,5   | Émilien Jacquelin Frankrijk                                   | 39.04,5   |
| 4×7,5 km estafette    | Frankrijk Émilien Jacquelin Martin Fourcade Simon Desthieux Quentin Fillon Maillet | 1:12.35,9 | Noorwegen Vetle Sjåstad Christiansen Johannes Dale Tarjei Bø Johannes Thingnes Bø | 1:12.57,4 | Duitsland Erik Lesser Philipp Horn Arnd Peiffer Benedikt Doll | 1:13.12,1 |

### Vrouwen
| Onderdeel           | Goud                                                                                      | Goud      | Zilver                                                                  | Zilver    | Brons                                                                         | Brons     |
| ------------------- | ----------------------------------------------------------------------------------------- | --------- | ----------------------------------------------------------------------- | --------- | ----------------------------------------------------------------------------- | --------- |
| 15 km individueel   | Dorothea Wierer Italië                                                                    | 43.07,7   | Vanessa Hinz Duitsland                                                  | 43.09,9   | Marte Olsbu Røiseland Noorwegen                                               | 43.23,5   |
| 7,5 km sprint       | Marte Olsbu Røiseland Noorwegen                                                           | 21.13,1   | Susan Dunklee Verenigde Staten                                          | 21.19,9   | Lucie Charvátová Tsjechië                                                     | 21.34,4   |
| 10 km achtervolging | Dorothea Wierer Italië                                                                    | 29.22,0   | Denise Herrmann Duitsland                                               | 29.31,5   | Marte Olsbu Røiseland Noorwegen                                               | 29.37,8   |
| 12,5 km massastart  | Marte Olsbu Røiseland Noorwegen                                                           | 39.14,0   | Dorothea Wierer Italië                                                  | 39.34,7   | Hanna Öberg Zweden                                                            | 39.40,1   |
| 4×6 km estafette    | Noorwegen Synnøve Solemdal Ingrid Landmark Tandrevold Tiril Eckhoff Marte Olsbu Røiseland | 1:07.05,7 | Duitsland Karolin Horchler Vanessa Hinz Franziska Preuß Denise Herrmann | 1:07.16,4 | Oekraïne Anastasia Merkoesjyna Joelia Dzjyma Vita Semerenko Olena Pidhroesjna | 1:07.24,1 |

### Gemengd
| Onderdeel          | Goud                                                                         | Goud      | Zilver                                                            | Zilver    | Brons                                                                            | Brons     |
| ------------------ | ---------------------------------------------------------------------------- | --------- | ----------------------------------------------------------------- | --------- | -------------------------------------------------------------------------------- | --------- |
| Single-Mixed-Relay | Noorwegen Marte Olsbu Røiseland Johannes Thingnes Bø                         | 34.19,9   | Duitsland Franziska Preuß Erik Lesser                             | 34.37,5   | Frankrijk Anaïs Bescond Émilien Jacquelin                                        | 34.49,7   |
| Gemengde estafette | Noorwegen Marte Olsbu Røiseland Tiril Eckhoff Tarjei Bø Johannes Thingnes Bø | 1:02.27,7 | Italië Lisa Vittozzi Dorothea Wierer Lukas Hofer Dominik Windisch | 1:02.43,3 | Tsjechië Eva Kristejn Puskarčíková Markéta Davidová Ondřej Moravec Michal Krčmář | 1:03.14,1 |

### Medailleklassement
| Plaats | Land             | Goud | Zilver | Brons | Totaal |
| 1      | Noorwegen        | 5    | 3      | 2     | 11     |
| 2      | Frankrijk        | 3    | 2      | 3     | 8      |
| 3      | Italië           | 2    | 2      | 0     | 4      |
| 4      | Rusland          | 1    | 0      | 1     | 3      |
| 5      | Duitsland        | 0    | 4      | 1     | 5      |
| 6      | Verenigde Staten | 0    | 1      | 0     | 1      |
| 7      | Tsjechië         | 0    | 0      | 2     | 2      |
| 8      | Oekraïne         | 0    | 0      | 1     | 1      |
| 8      | Oostenrijk       | 0    | 0      | 1     | 1      |
| 8      | Zweden           | 0    | 0      | 1     | 1      |
| Totaal | Totaal           | 12   | 12     | 12    | 36     |

## Uitslagen

### Individueel
| 20 km mannen | 20 km mannen           | 20 km mannen | 20 km mannen  | 20 km mannen |
| #            | Naam                   | Land         | Straf         | Tijd         |
| ------------ | ---------------------- | ------------ | ------------- | ------------ |
| Goud         | Martin Fourcade        | FRA          | 0 – 0 – 0 – 1 | 49.43,1      |
| Zilver       | Johannes Thingnes Bø   | NOR          | 1 – 0 – 0 – 1 | + 57,0       |
| Brons        | Dominik Landertinger   | AUT          | 0 – 0 – 0 – 1 | + 1.22,1     |
| 4            | Jakov Fak              | SLO          | 0 – 0 – 0 – 1 | + 1.30,5     |
| 5            | Benjamin Weger         | SUI          | 0 – 1 – 1 – 0 | + 2.25,5     |
| 6            | Tarjei Bø              | NOR          | 0 – 1 – 0 – 2 | + 2.33,6     |
| 7            | Quentin Fillon Maillet | FRA          | 1 – 1 – 2 – 0 | + 2.34,6     |
| 8            | Leif Nordgren          | USA          | 0 – 0 – 0 – 0 | + 3.04,3     |
| 9            | Johannes Dale          | NOR          | 1 – 2 – 0 – 1 | + 3.20,1     |
| 10           | Sebastian Samuelsson   | SWE          | 0 – 1 – 1 – 0 | + 3.35,3     |

| 15 km vrouwen | 15 km vrouwen             | 15 km vrouwen | 15 km vrouwen | 15 km vrouwen |
| #             | Naam                      | Land          | Straf         | Tijd          |
| ------------- | ------------------------- | ------------- | ------------- | ------------- |
| Goud          | Dorothea Wierer           | ITA           | 1 – 1 – 0 – 0 | 43.07,7       |
| Zilver        | Vanessa Hinz              | GER           | 0 – 0 – 0 – 1 | + 2,2         |
| Brons         | Marte Olsbu Røiseland     | NOR           | 0 – 1 – 0 – 1 | + 15,8        |
| 4             | Hanna Öberg               | SWE           | 1 – 0 – 0 – 1 | + 38,7        |
| 5             | Franziska Preuß           | GER           | 2 – 0 – 0 – 0 | + 1.03,4      |
| 6             | Monika Hojnisz            | POL           | 0 – 0 – 0 – 2 | + 1.10,1      |
| 7             | Celine Rieder             | AUT           | 0 – 0 – 0 – 1 | + 1.20,6      |
| 8             | Markéta Davidová          | CZE           | 1 – 1 – 1 – 0 | + 1.30,7      |
| 9             | Galina Visjnevskaja       | KAZ           | 0 – 0 – 0 – 0 | + 1.31,4      |
| 10            | Eva Kristejn Puskarčíková | CZE           | 0 – 0 – 1 – 0 | + 1.32,6      |

### Sprint
| 10 km mannen | 10 km mannen           | 10 km mannen | 10 km mannen | 10 km mannen |
| #            | Naam                   | Land         | Straf        | Tijd         |
| ------------ | ---------------------- | ------------ | ------------ | ------------ |
| Goud         | Aleksandr Loginov      | RUS          | 0 – 0        | 22.48,1      |
| Zilver       | Quentin Fillon Maillet | FRA          | 1 – 0        | + 6,5        |
| Brons        | Martin Fourcade        | FRA          | 0 – 0        | + 19,5       |
| 4            | Tarjei Bø              | NOR          | 0 – 0        | + 22,5       |
| 5            | Johannes Thingnes Bø   | NOR          | 1 – 0        | + 23,9       |
| 6            | Émilien Jacquelin      | FRA          | 0 – 1        | + 29,8       |
| 7            | Arnd Peiffer           | GER          | 0 – 0        | + 39,7       |
| 8            | Philipp Horn           | GER          | 1 – 1        | + 44,4       |
| 9            | Felix Leitner          | AUT          | 0 – 0        | + 52,1       |
| 10           | Dmytro Pydroetsjni     | UKR          | 0 – 1        | + 56,4       |

| 7,5 km vrouwen | 7,5 km vrouwen        | 7,5 km vrouwen | 7,5 km vrouwen | 7,5 km vrouwen |
| #              | Naam                  | Land           | Straf          | Tijd           |
| -------------- | --------------------- | -------------- | -------------- | -------------- |
| Goud           | Marte Olsbu Røiseland | NOR            | 0 – 1          | 21.13,1        |
| Zilver         | Susan Dunklee         | USA            | 0 – 0          | + 6,8          |
| Brons          | Lucie Charvátová      | CZE            | 1 – 0          | + 21,3         |
| 4              | Olena Pidhroesjna     | UKR            | 1 – 0          | + 25,1         |
| 5              | Denise Herrmann       | GER            | 2 – 1          | + 30,5         |
| 6              | Lisa Vittozzi         | ITA            | 2 – 0          | + 37,6         |
| 7              | Dorothea Wierer       | ITA            | 1 – 1          | + 39,0         |
| 8              | Franziska Preuß       | GER            | 1 – 1          | + 40,8         |
| 9              | Ivona Fialková        | SVK            | 0 – 1          | + 44,2         |
| 10             | Aita Gasparin         | SUI            | 0 – 0          | + 44,4         |

### Achtervolging
| 12,5 km mannen | 12,5 km mannen             | 12,5 km mannen | 12,5 km mannen | 12,5 km mannen |
| #              | Naam                       | Land           | Straf          | Tijd           |
| -------------- | -------------------------- | -------------- | -------------- | -------------- |
| Goud           | Émilien Jacquelin          | FRA            | 0 – 0 – 0 – 0  | 31.15,2        |
| Zilver         | Johannes Thingnes Bø       | NOR            | 1 – 1 – 0 – 0  | + 0,4          |
| Brons          | Aleksandr Loginov          | RUS            | 0 – 0 – 0 – 1  | + 23,9         |
| 4              | Martin Fourcade            | FRA            | 0 – 0 – 1 – 1  | + 46,3         |
| 5              | Arnd Peiffer               | GER            | 1 – 0 – 0 – 0  | + 53,9         |
| 6              | Tarjei Bø                  | NOR            | 1 – 0 – 0 – 1  | + 1.12,5       |
| 7              | Quentin Fillon Maillet     | FRA            | 4 – 0 – 1 – 1  | + 1.25,9       |
| 8              | Simon Desthieux            | FRA            | 1 – 0 – 0 – 0  | + 1.26,9       |
| 9              | Felix Leitner              | AUT            | 0 – 0 – 1 – 1  | + 1.33,0       |
| 10             | Vetle Sjåstad Christiansen | NOR            | 0 – 0 – 1 – 0  | + 1.58,4       |

| 10 km vrouwen | 10 km vrouwen         | 10 km vrouwen | 10 km vrouwen | 10 km vrouwen |
| #             | Naam                  | Land          | Straf         | Tijd          |
| ------------- | --------------------- | ------------- | ------------- | ------------- |
| Goud          | Dorothea Wierer       | ITA           | 0 – 0 – 0 – 1 | 29.22,0       |
| Zilver        | Denise Herrmann       | GER           | 1 – 0 – 1 – 1 | + 9,5         |
| Brons         | Marte Olsbu Røiseland | NOR           | 1 – 0 – 0 – 2 | + 13,8        |
| 4             | Hanna Öberg           | SWE           | 0 – 0 – 2 – 0 | + 22,3        |
| 5             | Vanessa Hinz          | GER           | 0 – 1 – 0 – 0 | + 26,8        |
| 6             | Ivona Fialková        | SVK           | 2 – 0 – 0 – 0 | + 35,7        |
| 7             | Franziska Preuß       | GER           | 0 – 1 – 0 – 1 | + 40,6        |
| 8             | Lisa Hauser           | AUT           | 0 – 0 – 0 – 1 | + 51,4        |
| 9             | Baiba Bendika         | LAT           | 2 – 0 – 0 – 0 | + 1.03,2      |
| 10            | Aita Gasparin         | SUI           | 0 – 1 – 0 – 0 | + 1.07,4      |

### Massastart
| 15 km mannen | 15 km mannen           | 15 km mannen | 15 km mannen  | 15 km mannen |
| #            | Naam                   | Land         | Straf         | Tijd         |
| ------------ | ---------------------- | ------------ | ------------- | ------------ |
| Goud         | Johannes Thingnes Bø   | NOR          | 0 – 0 – 0 – 0 | 38.09,5      |
| Zilver       | Quentin Fillon Maillet | FRA          | 1 – 0 – 1 – 1 | + 42,0       |
| Brons        | Émilien Jacquelin      | FRA          | 1 – 0 – 1 – 0 | + 55,0       |
| 4            | Tarjei Bø              | NOR          | 0 – 0 – 1 – 1 | + 55,6       |
| 5            | Simon Desthieux        | FRA          | 0 – 0 – 0 – 1 | + 1.03,7     |
| 6            | Felix Leitner          | AUT          | 1 – 1 – 1 – 0 | + 1.06,7     |
| 7            | Martin Fourcade        | FRA          | 1 – 1 – 0 – 1 | + 1.13,1     |
| 8            | Johannes Dale          | NOR          | 0 – 0 – 2 – 1 | + 1.17,1     |
| 9            | Julian Eberhard        | AUT          | 0 – 2 – 2 – 0 | + 1.19,6     |
| 10           | Johannes Kühn          | GER          | 1 – 0 – 2 – 1 | + 1.25,2     |

| 12,5 km vrouwen | 12,5 km vrouwen            | 12,5 km vrouwen | 12,5 km vrouwen | 12,5 km vrouwen |
| #               | Naam                       | Land            | Straf           | Tijd            |
| --------------- | -------------------------- | --------------- | --------------- | --------------- |
| Goud            | Marte Olsbu Røiseland      | NOR             | 1 – 1 – 0 – 0   | 39.14,0         |
| Zilver          | Dorothea Wierer            | ITA             | 1 – 0 – 1 – 1   | + 20,7          |
| Brons           | Hanna Öberg                | SWE             | 1 – 0 – 0 – 2   | + 26,1          |
| 4               | Monika Hojnisz-Staręga     | POL             | 0 – 0 – 1 – 1   | + 29,1          |
| 5               | Julia Simon                | FRA             | 0 – 0 – 0 – 2   | + 45,1          |
| 6               | Jekaterina Joerlova-Percht | RUS             | 0 – 0 – 1 – 1   | + 52,0          |
| 7               | Tiril Eckhoff              | NOR             | 0 – 1 – 1 – 2   | + 1.00,2        |
| 8               | Franziska Preuß            | GER             | 0 – 0 – 2 – 1   | + 1.00,3        |
| 9               | Lisa Hauser                | AUT             | 0 – 1 – 1 – 0   | + 1.02,5        |
| 10              | Anaïs Bescond              | FRA             | 0 – 0 – 1 – 2   | + 1.21,3        |

### Estafette
| 4 x 7,5 km mannen | 4 x 7,5 km mannen                                                        | 4 x 7,5 km mannen | 4 x 7,5 km mannen               | 4 x 7,5 km mannen |
| #                 | Naam                                                                     | Land              | Straf                           | Tijd              |
| ----------------- | ------------------------------------------------------------------------ | ----------------- | ------------------------------- | ----------------- |
| Goud              | Émilien Jacquelin Martin Fourcade Simon Desthieux Quentin Fillon Maillet | FRA               | 0+0 0+1 0+0 0+0 0+0 0+1 0+0 0+2 | 1:12.35,9         |
| Zilver            | Vetle Sjåstad Christiansen Johannes Dale Tarjei Bø Johannes Thingnes Bø  | NOR               | 0+0 1+3 0+0 0+3 0+1 0+2 0+2 0+1 | + 21,5            |
| Brons             | Erik Lesser Philipp Horn Arnd Peiffer Benedikt Doll                      | GER               | 0+0 0+0 0+0 0+1 0+3 1+3         | + 36,2            |
| 4                 | Jevgeni Garanitsjev Matvej Jelisejev Nikita Porsjnev Aleksandr Loginov   | RUS               | 0+1 0+2 0+2 0+0 0+0 0+2         | + 1.44,7          |
| 5                 | Miha Dovžan Jakov Fak Klemen Bauer Rok Tršan                             | SLO               | 0+2 0+0 0+2 0+1 0+1 0+2 0+0 0+0 | + 1.45,8          |
| 6                 | Felix Leitner Simon Eder Julian Eberhard Dominik Landertinger            | AUT               | 0+1 0+3 0+1 0+1 0+2 2+3 0+0 0+1 | + 2.28,5          |
| 7                 | Lukas Hofer Thomas Bormolini Daniele Cappellari Dominik Windisch         | ITA               | 0+1 0+3 0+0 0+1 0+2 0+0 0+1 0+1 | + 2.32,0          |
| 8                 | Leif Nordgren Sean Doherty Paul Schommer Jake Brown                      | USA               | 0+0 0+0 0+0 0+2 0+1 0+0 0+0 0+2 | + 2.32,9          |
| 9                 | Anton Smolski Mikita Labastau Raman Yaliotnau Sergej Botsjarnikov        | BLR               | 0+2 0+0 0+0 0+1                 | + 2.40,4          |
| 10                | Peppe Femling Jesper Nelin Martin Ponsiluoma Sebastian Samuelsson        | SWE               | 2+3 0+1 0+1 0+2 0+1 0+0 0+1 0+1 | + 3.28,2          |

| 4 x 6 km vrouwen | 4 x 6 km vrouwen                                                                | 4 x 6 km vrouwen | 4 x 6 km vrouwen                | 4 x 6 km vrouwen |
| #                | Naam                                                                            | Land             | Straf                           | Tijd             |
| ---------------- | ------------------------------------------------------------------------------- | ---------------- | ------------------------------- | ---------------- |
| Goud             | Synnøve Solemdal Ingrid Landmark Tandrevold Tiril Eckhoff Marte Olsbu Røiseland | NOR              | 0+1 0+0 0+0 0+2 0+3 1+3 0+0 0+0 | 1:07.05,7        |
| Zilver           | Karolin Horchler Vanessa Hinz Franziska Preuß Denise Herrmann                   | GER              | 0+1 0+3 0+0 0+0 0+1 0+0 0+2 0+2 | + 10,7           |
| Brons            | Anastasia Merkoesjyna Joelia Dzjyma Vita Semerenko Olena Pidhroesjna            | UKR              | 0+1 0+1 0+2 0+0 0+1 0+2 0+0 0+1 | + 18,4           |
| 4                | Jessica Jislová Markéta Davidová Lucie Charvátová Eva Kristejn Puskarčíková     | CZE              | 0+0 0+2 0+0 0+1 0+3 0+3 0+1 0+0 | + 31,5           |
| 5                | Elvira Öberg Mona Brorsson Linn Persson Hanna Öberg                             | SWE              | 0+2 0+0 0+2 0+2 0+0 0+1 0+1 1+3 | + 44,9           |
| 6                | Elisa Gasparin Selina Gasparin Aita Gasparin Lena Häcki                         | SUI              | 0+1 0+0 0+3 0+2 0+1 0+0 0+2 0+2 | + 47,1           |
| 7                | Kinga Zbylut Monika Hojnisz-Staręga Kamila Żuk Magdalena Gwizdoń                | POL              | 0+0 0+0 0+0 0+1 0+2 0+2         | + 50,3           |
| 8                | Jekaterina Joerlova-Percht Irina Starych Svetlana Mironova Larisa Koeklina      | RUS              | 0+0 0+1 0+0 0+3 0+0 1+3 0+2 0+2 | + 1.02,6         |
| 9                | Emily Dickson Emma Lunder Megan Bankes Nadia Moser                              | CAN              | 0+1 0+2 0+2 0+0 0+0 1+3 0+1 0+3 | + 2.13,7         |
| 10               | Lisa Vittozzi Dorothea Wierer Federica Sanfilippo Michela Carrara               | ITA              | 0+1 0+0 0+2 2+3 1+3 0+2         | + 2.29,4         |

### Gemengde estafette
| Single-Mixed-Relay | Single-Mixed-Relay                                                                    | Single-Mixed-Relay | Single-Mixed-Relay                          | Single-Mixed-Relay |
| #                  | Naam                                                                                  | Land               | Straf                                       | Tijd               |
| ------------------ | ------------------------------------------------------------------------------------- | ------------------ | ------------------------------------------- | ------------------ |
| Goud               | Marte Olsbu Røiseland Johannes Thingnes Bø Marte Olsbu Røiseland Johannes Thingnes Bø | NOR                | 0+1 0+0 0+1 0+3 0+0 0+1 0+0 0+0             | 34.19,9            |
| Zilver             | Franziska Preuß Erik Lesser Franziska Preuß Erik Lesser                               | GER                | 0+0 0+1 0+0 0+2 0+1 0+0 0+0 0+1             | + 17,6             |
| Brons              | Anaïs Bescond Émilien Jacquelin Anaïs Bescond Émilien Jacquelin                       | FRA                | 0+0 0+0 0+2 0+1 0+1 0+0 0+0 0+0             | + 29,8             |
| 4                  | Hanna Öberg Sebastian Samuelsson Hanna Öberg Sebastian Samuelsson                     | SWE                | 0+0 0+1 0+1 0+1 0+0 0+2                     | + 35,2             |
| 5                  | Lena Häcki Benjamin Weger Lena Häcki Benjamin Weger                                   | SUI                | 0+2 0+0 0+0 0+1 0+1 0+1 0+2 0+2             | + 40,6             |
| 6                  | Lisa Hauser Simon Eder Lisa Hauser Simon Eder                                         | AUT                | 0+0 0+1 0+0 0+0 0+3 0+0 0+0 0+0             | + 54,5             |
| 7                  | Larisa Koeklina Matvej Jelisejev Larisa Koeklina Matvej Jelisejev                     | RUS                | 0+1 0+1 0+0 0+1 0+2 0+0 0+1 0+0             | + 1.00,5           |
| 8                  | Emma Lunder Scott Gow Emma Lunder Scott Gow                                           | CAN                | Emma Lunder Scott Gow Emma Lunder Scott Gow | + 1.03,4           |
| 9                  | Dorothea Wierer Lukas Hofer Dorothea Wierer Lukas Hofer                               | ITA                | 0+3 0+2 0+0 0+2 0+0 1+3 0+1 0+2             | + 1.15,3           |
| 10                 | Anastasia Merkoesjyna Dmytro Pidroetsjni Anastasia Merkoesjyna Dmytro Pidroetsjni     | UKR                | 0+0 0+1 0+1 0+0 0+2 0+0 0+3 0+1             | + 1.27,2           |

| 2 x 6 km vrouwen + 2 x 6 km mannen | 2 x 6 km vrouwen + 2 x 6 km mannen                                          | 2 x 6 km vrouwen + 2 x 6 km mannen | 2 x 6 km vrouwen + 2 x 6 km mannen | 2 x 6 km vrouwen + 2 x 6 km mannen |
| #                                  | Naam                                                                        | Land                               | Straf                              | Tijd                               |
| ---------------------------------- | --------------------------------------------------------------------------- | ---------------------------------- | ---------------------------------- | ---------------------------------- |
| Goud                               | Marte Olsbu Røiseland Tiril Eckhoff Tarjei Bø Johannes Thingnes Bø          | NOR                                | 0+0 0+1 0+2 0+0 0+0 0+2            | 1:02.27,7                          |
| Zilver                             | Lisa Vittozzi Dorothea Wierer Lukas Hofer Dominik Windisch                  | ITA                                | 0+2 0+0 0+1 0+1 0+0 0+0 0+0 0+2    | + 15,6                             |
| Brons                              | Eva Kristejn Puskarčíková Markéta Davidová Ondřej Moravec Michal Krčmář     | CZE                                | 0+1 0+0 0+0 0+0 0+0 0+1            | + 30,8                             |
| 4                                  | Franziska Preuß Denise Herrmann Arnd Peiffer Benedikt Doll                  | GER                                | 0+1 0+2 0+0 1+3 0+0 0+3 0+0 0+2    | + 49,2                             |
| 5                                  | Anastasia Merkoesjyna Joelija Dzjyma Artem Pryma Dmytro Pidroetsjni         | UKR                                | 0+0 0+0 0+0 0+2 0+0 1+3            | + 56,1                             |
| 6                                  | Irina Starych Jekaterina Joerlova-Percht Matvej Jelisejev Aleksandr Loginov | RUS                                | 0+0 0+3 0+1 0+0 0+3 0+1 0+0 0+0    | + 59,4                             |
| 7                                  | Julia Simon Justine Braisaz Martin Fourcade Quentin Fillon Maillet          | FRA                                | 1+3 0+2 0+3 0+0 0+0 0+1 0+0 0+0    | + 1.08,6                           |
| 8                                  | Lisa Hauser Katharina Innerhofer Felix Leitner Dominik Landertinger         | AUT                                | 0+0 0+1 0+0 1+3 0+0 0+2 0+1 0+0    | + 1.39,2                           |
| 9                                  | Mari Eder Kaisa Mäkäräinen Tero Seppälä Olli Hiidensalo                     | FIN                                | 0+3 0+1 0+1 0+2 0+1 0+1 0+1 0+0    | + 1.39,5                           |
| 10                                 | Selina Gasparin Lena Häcki Benjamin Weger Serafin Wiestner                  | SUI                                | 0+1 0+1 0+2 0+3 0+1 0+1 0+2 2+3    | + 1.50,5                           |